# Czechy na Zimowych Igrzyskach Paraolimpijskich 2006
Reprezentacja Czech na Zimowych Igrzyskach Paraolimpijskich 2006 liczyła 5 sportowców.

## Medale

### Złote medale
brak

### Srebrne medale
Narciarstwo alpejskie
14 marca: Anna Kulíšková, supergigant kobiet niewidomych

### Brązowe medale
brak